# The Babysitter (2017)
The Babysitter är en amerikansk slasherkomedifilm, vars officiella premiär ägde rum på streamingtjänsten Netflix, den 13 oktober 2017. Filmen är regisserad av McG, skriven av Brian Duffield, och har Samara Weaving, Judah Lewis, Hana Mae Lee, Robbie Amell och Bella Thorne i huvudrollerna. En uppföljare, The Babysitter: Killer Queen, släpptes den 10 september 2020.
Arbetet kring The Babysitter satte igång i november 2014, då regissören McG's produktionsbolag Wonderland Sound and Vision valde att köpa upp det manus, som tidigare hade skrivits av Brian Duffield. Filmen var från början tänkt att släppas av det Warner Bros.-ägda filmbolaget New Line Cinema, men togs i december 2016 (tio månader innan dess stora premiärsläpp) över av Netflix, som därmed fick alla dess filmrättigheter från New Line. Innan man valde att sätta McG som officiell regissör för filmen, så var det även på tal att Joe Lynch och Jason Eisener skulle bli anlitade till att regissera den. Huvudfotograferingen för filmen kunde därefter sätta igång i Los Angeles den 27 oktober 2015.

## Handling
Filmens handling kretsar kring en ensam grundskolepojke vid namn Cole, som en dag upptäcker att hans otroligt attraktiva barnvakt Bee, tillhör en satanisk sekt, som gör allt de kan för att döda och eliminera honom.

## Rollista
| Samara Weaving  | – Bee              |
| Judah Lewis     | – Cole             |
| Hana Mae Lee    | – Sonya            |
| Robbie Amell    | – Max              |
| Bella Thorne    | – Allison          |
| Andrew Bachelor | – John             |
| Emily Alyn Lind | – Melanie          |
| Leslie Bibb     | – Coles mamma      |
| Ken Marino      | – Coles pappa      |
| Doug Haley      | – Samuel           |
| Miles J. Harvey | – Jeremy           |
| Chris Wylde     | – Juan             |
| Carl McDowell   | – "Big" Carl Davis |